# Trematopora lamellata
Trematopora lamellata is een mosdiertjessoort uit de familie van de Trematoporidae. De wetenschappelijke naam van de soort is voor het eerst geldig gepubliceerd in 1902 door Pocta.